# 133. Festungs-Division (Wehrmacht)

Truppenkennzeichen der 133. Festungs-Division der Wehrmacht

Die 133. Festungs-Division war ein Großverband des Heeres der deutschen Wehrmacht im Zweiten Weltkrieg. Vorläufer der Division war u. a. die 2. Festungs-Brigade Kreta.

## Vorgeschichte der Divisionsaufstellung

### 2. Festungs-Brigade Kreta
Die 2. Festungs-Brigade Kreta auch Festungs-Brigade 2 Kreta wurde am 10. Februar 1942 in Dresden im Wehrkreis IV aufgestellt und der Stab anschließend nach Kreta verlegt. Bereits Mitte Januar 1942 wurde die 1. Festungs-Brigade Kreta aufgestellt.

### Festungs-Brigade Kreta
Nach Verlegung der 1. Festungs-Brigade Kreta nach Kroatien erfolgte am 20. Juli 1942 die Umbenennung der 2. Festungs-Brigade Kreta in Festungs-Brigade Kreta und die Unterstellung bei der 12. Armee der Heeresgruppe E. Die Panzer-Abteilung Kreta wurde mit nur einer Kompanie aus 5./Panzerregiment 31 gebildet und wurde später zur Panzer-Abteilung 212.
Nach der Aufstellung wurde am 20. Juli 1942 das (Festungs-)Infanterie-Regiment 746 unterstellt, welches am 15. Oktober 1942 in Grenadier-Regiment 746 umbenannt wurde. Am 15. November 1942 wurde auf dem Landesschützen-Bataillon 354 das Festungs-Bataillone 621 (Tropen) und aus dem Landesschützen-Bataillon 620 das Festungs-Bataillon 622 (Tropen) gebildet und der Brigade unterstellt. Das Festungs-Bataillon 623 (Tropen), welches ebenfalls der Brigade unterstellt wurde, war bereits am 20. Oktober 1942 im Wehrkreis XII aus dem Landesschützen-Bataillon 765 gebildet worden.
Im September 1942 erfolgte eine Auffrischung der Brigade aus der Festungs-Division Kreta heraus, besonders aus der noch nicht nach Afrika überführten 164. Infanterie-Division. Dies waren u. a. Teile des Artillerie-Regiment 619.

### Stab Festungs-Brigade Kreta
1943 wurde die Einheit in Stab Festungs-Brigade Kreta umbenannt und dem Festungskommandanten unterstellt.

## 133. Festungs-Division
Am 21. Januar 1944 bildete der Stab Festungs-Brigade Kreta auf der griechischen Insel Kreta die Divisionsführung für eine neue Festungs-Division.
Die Festungs-Bataillone 621, 622 und 623 der aufgelösten Festungs-Brigade Kreta wurden am 25. Februar 1944 in das Grenadier-Regiment 733 zusammengeführt.
Von Mai 1944 bis Januar 1945 ist das Unterstellungsverhältnis bei der Heeresgruppe E in Unterstellung bei der Heeresgruppe F beim Militäroberbefehlshaber Südost dokumentiert.
Im Oktober 1944 erkrankte der Kommandeur Klepp und aufgrund fehlendem Ersatz wurde der Oberst Benthack schnell zum Generalmajor befördert, um die 133. Festungs-Division zu übernehmen. Als im Spätherbst 1944 angesichts der allgemeinen Kriegslage bei der Heeresgruppe E die Räumung der griechischen Inseln und der Rückzug aus Griechenland sowie den südöstlichen Teilen des Balkan begann, blieb die Masse der deutschen Besatzungstruppen auf Kreta zurück. Dies waren u. a. das Artillerie-Regiment und das Pionier-Bataillon der Division. Nur ein kleiner Teil der Divisionsangehörigen kamen auf das Festland. Das II. Bataillon des Grenadier-Regiments 746 und der Stab und das III. Bataillon des Grenadier-Regiments 733 wurden ausgeflogen und bildeten im Januar 1945 bei Deutsch-Brod das Grenadier-Regiment 1230 bei der 41. Infanterie-Division.
Die Division kapitulierte bei Kriegsende auf Kreta und ging hier in britische Kriegsgefangenschaft.

## Gliederungen

### 1942 Festungs-Brigade Kreta
- Panzer-Abteilung Kreta
- (Festungs-)Infanterie-Regiment 746
- Festungs-Bataillone 621 (Tropen)
- Festungs-Bataillone 622 (Tropen)
- Festungs-Bataillone 623 (Tropen)

### 1944 133. Festungs-Division
- Grenadier-Regiment 733, später wurde der Stab und das III. Bataillon auf das Festland ausgeflogen und der 41. Infanterie-Division unterstellt
- Grenadier-Regiment 746[4]
- Artillerie-Regiment 619, ab Herbst 1944
- Divisionseinheiten 133

## Kommandeure 2. Festungs-Brigade Kreta/133. Festungs-Division
2. Festungs-Brigade Kreta
- Generalmajor Heinrich Lechner: von der Aufstellung bis Juli 1942

133. Festungs-Division
- Oberst Christian Wittstatt: Februar bis März 1944
- Generalmajor/Generalleutnant Ernst Klepp: März 1944 bis Oktober 1944
- Generalleutnant Hans-Georg Benthack: Oktober 1944 bis zur Auflösung